# Nemunėlis
Der Nemunėlis (lettisch Mēmele) ist ein Fluss in Litauen und Lettland.
Er entspringt im Lušna-See bei Rokiškis. Der Fluss bildet für 76 km die natürliche Grenze zwischen Litauen und Lettland. Bei Bauska fließt er mit der Mūša (lettisch Mūsa), die ebenfalls in Litauen entspringt, zusammen. Ab hier heißt der Fluss dann Lielupe, „Großfluss“. Im Mittelteil hat der Fluss ein breites tieferes Tal ausgebildet, ansonsten verläuft er durch flache Niederungen.
Ab Panemunis ist der Fluss mit dem Boot befahrbar.
Zuflüsse sind unter anderem Beržuona, Apašča, Vīžona, Dienvidsusēja (114 km), Viesīte (59 km), Nereta (25 km), und Rīkonu strauts (18 km).